# Eupilio
Eupilio (Eupili in dialetto brianzolo, AFI: /eyˈpili/) è un comune italiano di 2 534 abitanti della provincia di Como in Lombardia.

## Geografia fisica
Il comune di Eupilio dista dal capoluogo lariano 16 km e ha una superficie di circa 6,5 km². Sorge sulle pendici del monte Cornizzolo (un tempo monte Pedale e detto anche "muntagna da Carela"), ad un'altitudine compresa tra i 258 e i 1.140 m s.l.m., in una zona situata nel cuore dell'alta Brianza e caratterizzata da colline prealpine (in particolare: il Molvesio, il colle Imbrino) e dalla presenza di due laghi: il Lago del Segrino, situato nella parte nord-occidentale del territorio comunale, e il Lago di Pusiano, in quella sud-orientale.

## Origini del nome
Il toponimo Eupilio, adottato per indicare un'unione di comuni stabilita nel 1927, è un riferimento all' "Eupilis lacus" citato da Plinio il Vecchio nella sua Historia naturalis e ricordato da Giuseppe Parini come "vago Eupili mio" nella poesia La salubrità dell'aria In greco, il toponimo potrebbe significare "bella porta".

## Storia
Come attestato da molti reperti archeologici rinvenuti nel territorio di Eupilio, il lago di Pusiano ospitava insediamenti umani già attorno al 3000 a.C., mentre già tre millenni prima il lago del Segrino era frequentato da cacciatori che utilizzavano armi con punte in selce. Reperti databili all'età del rame (schegge di ceramiche, di oggetti in pietra e altri manufatti appuntiti) e a quella del bronzo (tre tombe con relativi corredi funerari) furono riportati alla luce nei primi anni '70.
L'istituzione del comune di Eupilio risale al 1927, anno in cui si procedette alla fusione della comunità di Carella con Mariaga con quella di Penzano, con quest'ultima già comprensiva delle frazioni di Corneno (che a sua volta aveva Vignarca, citata come frazione all'interno del Catasto Teresiano) e Galliano. Fino all'unione, le vicende storiche di queste comunità avevano seguito le sorti della pieve di Incino e della Corte di Casale.
Eupilio è stato al centro della cronaca nera nel giugno 1975, per il grande scalpore creato dal rapimento di Cristina Mazzotti, appena diciottenne abitante del paese, finito tragicamente con la morte della ragazza, che riposa nel cimitero della frazione di Galliano.

### Simboli
Lo stemma e il gonfalone del Comune di Eupilio sono stati concessi con decreto del presidente della Repubblica del 25 febbraio 2008.
Stemma
(D.P.R. 25.02.2008 concessione di stemma e gonfalone)
La torre ricorda la frazione di Galliano dove si trova la rocca medievale denominata Ghita del Carrobbio. Il biscione visconteo è simbolo del dominio del Ducato di Milano sui borghi di Carella e Mariaga e sulla località di Corneno, il cui castello fu conquistato e infeudato dai Visconti.
Il piede ricorda il nome originale del monte Cornizzolo che anticamente era chiamato monte Pedale.
Gonfalone
(D.P.R. 25.02.2008 concessione di stemma e gonfalone)

## Monumenti e luoghi d'interesse

### Architetture religiose
Nel comune di Eupilio sono presenti 5 chiese:

#### San Giorgio in Corneno

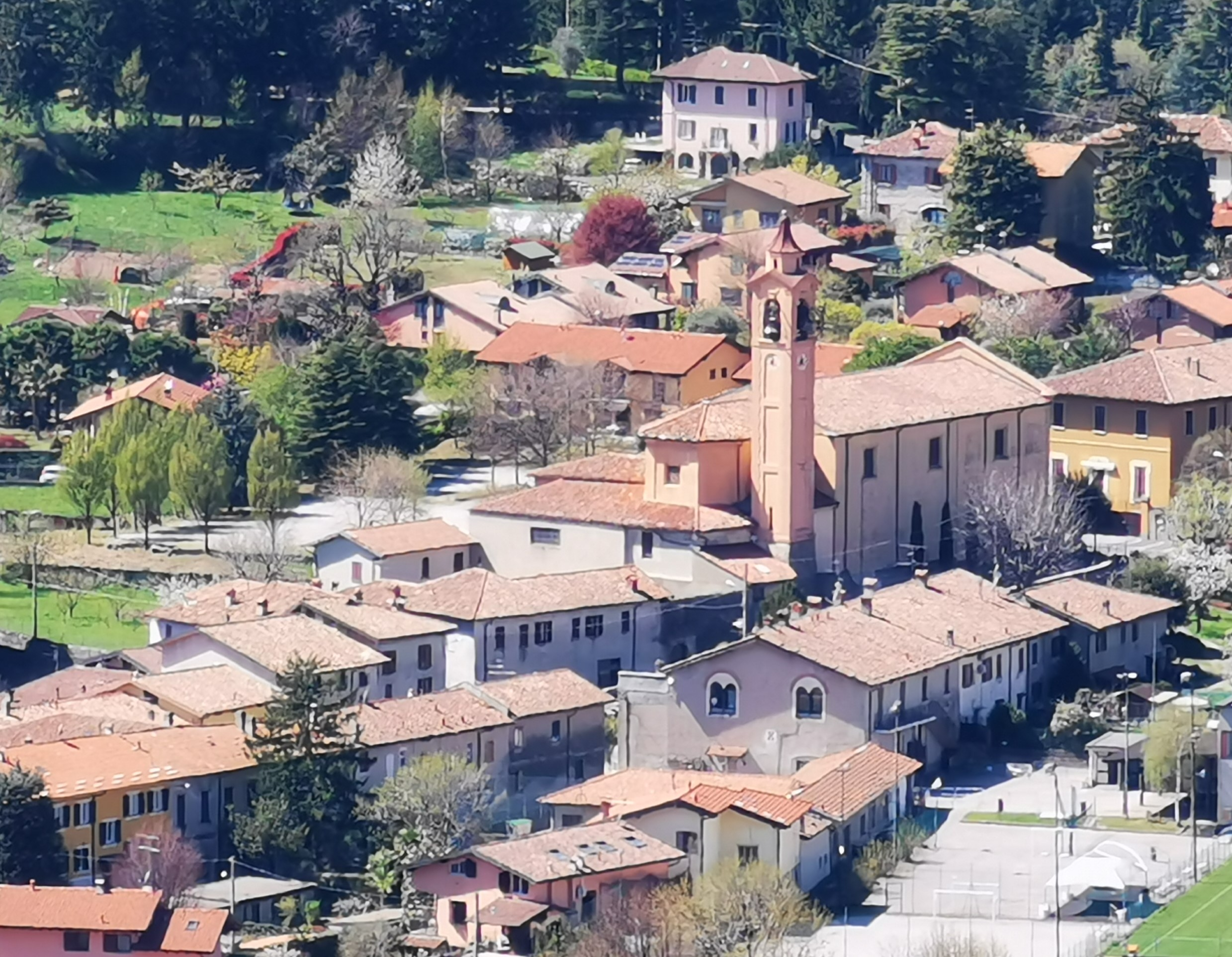
Veduta sui dintorni della chiesa di San Giorgio, frazione Corneno

Già menzionata nel Liber Sanctorum Mediolani, la chiesa di San Giorgio deve il suo aspetto attuale ad alcuni interventi effettuati nel 1727 e nel 1940. Particolarmente significativi furono una serie di interventi realizzati tra il 1937 e il 1940, inerenti a un allungamento della navata e all'aggiunta di due porte laterali, coronate da cornici in pietra. La facciata a capanna, aperta da due rosoni reca un affresco del santo titolare della chiesa. L'odierno campanile, ospitante un concerto formato da 5 campane, fu innalzato nel 1932. Le fondamenta del vecchio campanile sono accessibili dall'interno della chiesa.
Nel Cinquecento, la parrocchia con sede presso la chiesa di Corneno aveva giurisdizione anche su Penzano, Longone al Segrino e Pusiano.
Internamente, la chiesa si presenta a unica navata, intercettata da un transetto e nella quale si aprono alcune cappelle laterali. Sulle pareti e sul soffitto si trovano numerosi dipinti, tra i quali spicca una Vergine assunta tra i simboli lauterani. La chiesa conserva un Crocifisso di devozione popolare, collocato all'interno della stessa tra il 1702 e il 1732 e mezzo di preghiera per allontanare il rischio di siccità e carestie. Oggetto di un restauro nel 2013, ogni 17 agosto il Crocifisso viene portato in processione attraverso il paese. L'abside ospita un organo Bernasconi Rotelli-Varesi, oggetto di interventi nel 1944 (modifica della pedaliera), nel 1962 (sostituzione del motore e conversione della trasformazione da pneumatica tubolare a elettrica), nel 1966 (estenstione dell'elettrificazione ai vari registri) e nel 2013 (restauro completo).

#### San Vincenzo in Galliano

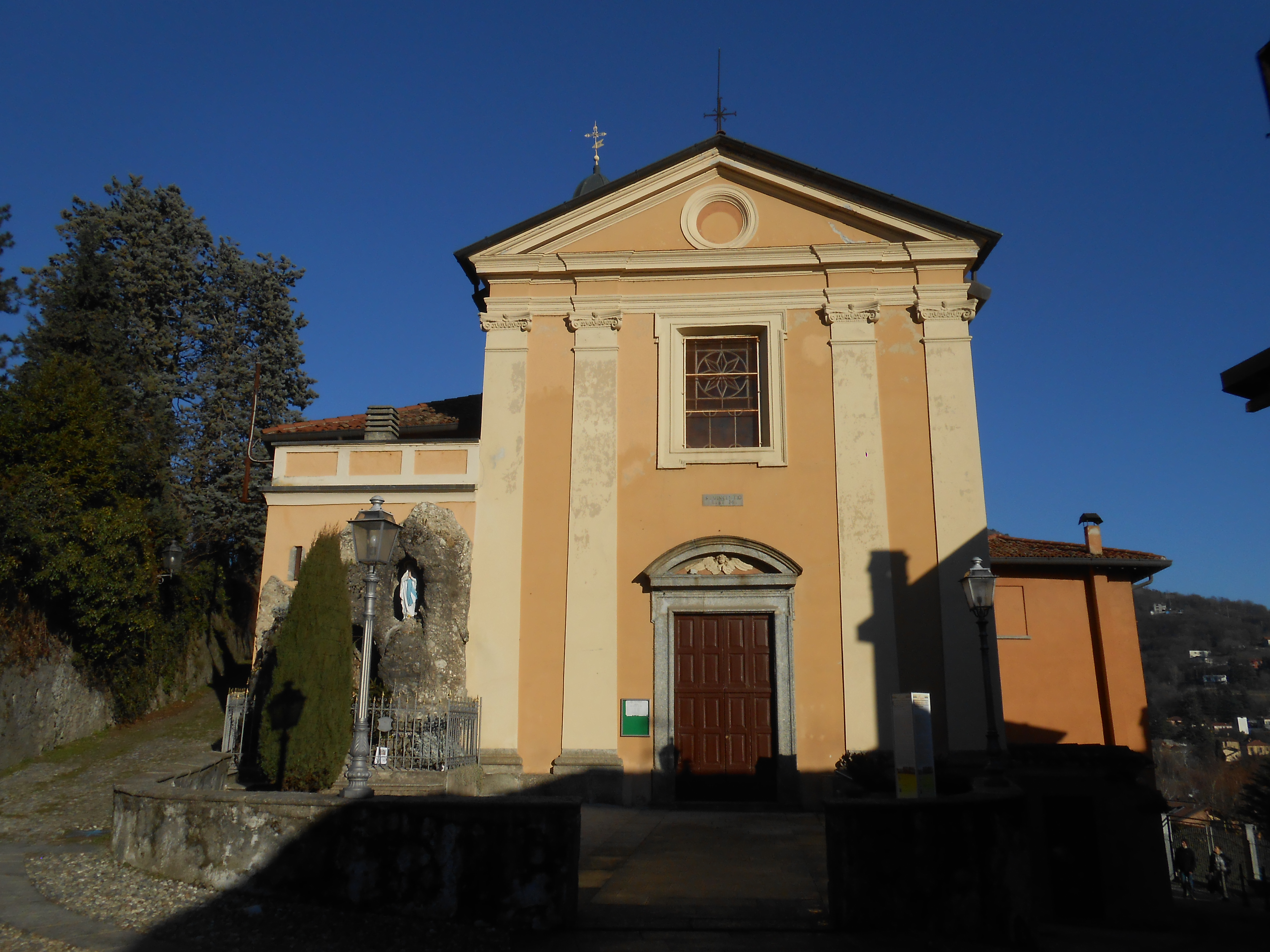
chiesa di San Vincenzo, frazione Galliano

Inserita nella pieve di Incino a partire dal XIII secolo, la chiesa di San Vincenzo deve il suo aspetto attuale ad alcune ristrutturazioni avvenute nel XVIII secolo.
La fondazione della parrocchia è tuttavia del 1552, trentadue anni prima di far parte della pieve di Villincino, nella quale risultò inserita fino a quando, nel 1906 venne spostata nel vicariato di Canzo. Dal 1971 fa parte invece del decanato di Erba.
Internamente, la chiesa si presenta a unica navata, intercettata da un transetto e nella quale si aprono tre cappelle laterali, tra le quali spicca quella dedicata alla Beata Vergine della Rosa. Il portale d'ingresso è sormontato da un organo del costruttore Giuseppe Bernasconi, oggetto di un restauro durante il quale si provvedette alla saldatura di alcune canne squarciate e alla ricostrituzione di altre andate perdute.
La chiesa conserva una serie affreschi, realizzati tra il 1874 e il 1878 da Luigi Tagliaferri, autore anche di alcune opere collocate all'interno per la chiesa di San Giorgio. Allo stesso secolo risale il restauro dell'altare, dotato di un tempietto neoclassico.

#### San Cristoforo in Mariaga

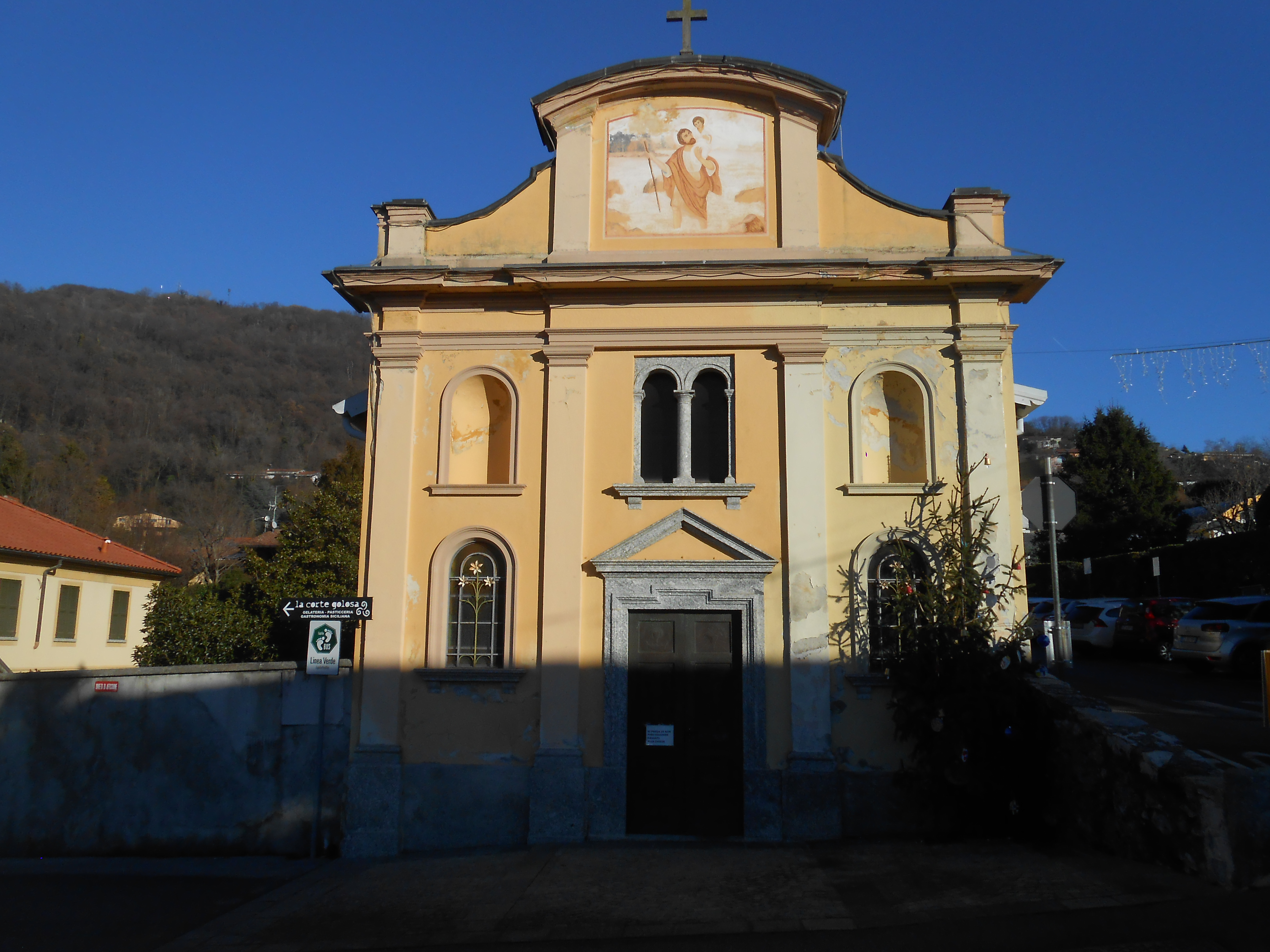
chiesa di San Cristoforo, frazione Mariaga

La chiesa di San Cristoforo, che internamente si presenta ad unica aula, deve il suo aspetto attuale ad alcuni interventi avvenuti nei secoli XVIII e XX secolo ma ha un'origine più antica. La costruzione dell'edificio risale infatti al 1517, seguendo le volontà di Santino Conti, che nel proprio testamento indicò di destinare alcuni beni di famiglia al finanziamento della costruzione di un luogo di culto.
A lungo cappella privata, nel corso dei secoli la chiesa fu oggetto di numerosi restauri, anche strutturali, che tuttavia poterono essere conclusi solamente con il passaggio al'interno del novero dei beni amministrati dalla parrocchia di Corneno. Sovente causa di restrutturazioni furono le esondazioni di un piccolo corso d'acqua situato nei pressi della chiesa. Tra gli interventi realizzati successivamente alla costruzione originaria si segnala lo spostamento del campanile sulla parte laterale della facciata.

#### San Martino in Carella
Menzionata nel Liber Notitiae Sanctorum Mediolani di Goffredo da Bussero, la chiesa di San Martino deve il suo aspetto attuale ad alcuni interventi avvenuti nei secoli XIII e XVIII.
Più volte visitata dal cardinale Carlo Borromeo, nel 1681 la chiesa fu restaurata a opera dei fedeli in segno di devozione per la fine della peste.

#### San Lorenzo in Penzano
In origine composto da una chiesa e da ua cappella ingressi separati, l'edificio fu costruito nel 1584. L'aspetto attuale della chiesa, a navata singola suddivisa in due campate e il presbiterio, si deve ad alcuni interventi avvenuti nei secoli XIII e XVIII.
La chiesa, accompagnata da un campanile sul lato sinistro, si presenta con una facciata semplice, sormontata da un timpano e aperta da una finestra e un portale. Il profilo esterno della chiesa lascia intuire i volumi della sacrestia e delle cappelle interne.
Internamente, la zona del presbiterio ospita un altare marmoreo, caratterizzato dalla presenza di due angeli collocati a lato rispetto a una raffigurazione del santo titolare della chiesa.

### Architetture civili

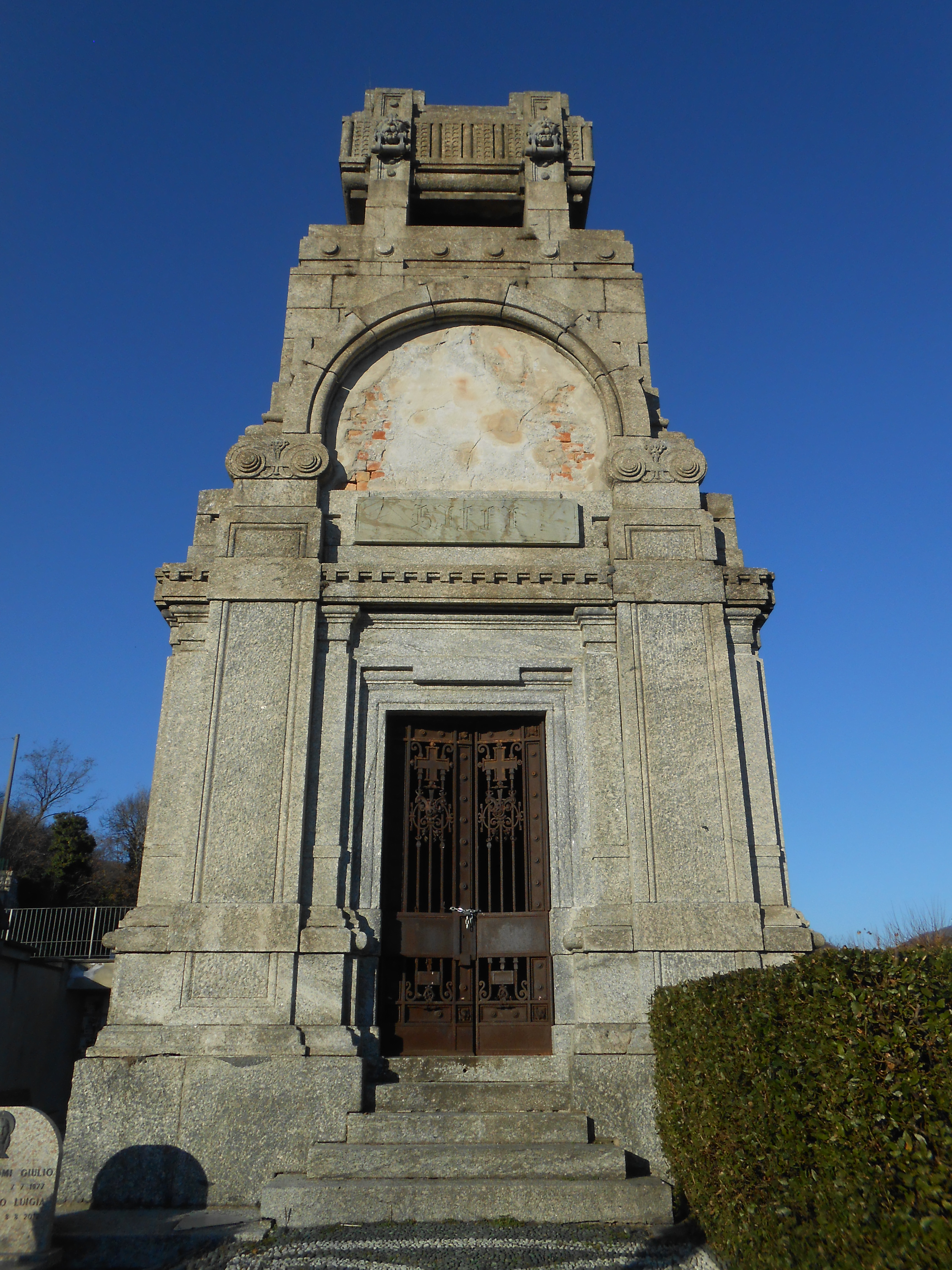
tomba Biffi di Giuseppe Sommaruga nel cimitero della frazione Galliano

Tra i secoli XVIII e XIX l'odierno territorio eupiliese vide la costruzione di alcune ville da parte di aristocratici milanese. In una di queste, localizzata a Carella, Antonio Ghislanzoni redasse il libretto dell'Aida, mentre Giovanni Segantini (pittore, tra l'altro, di un'Ave maria a trasbordo ambientata sul lago del Segrino) vi abitò dal 1881 per cinque anni.
- Rustico di Villa Bellingardi, edificio antecedente al 1516[15].
- Villa Moldano, progettata da Carlo Casati negli anni 1959-1960[16]
- Villa Strambio[17]
- tomba della famiglia Biffi in stile Liberty nel cimitero della frazione di Galliano progettata da Giuseppe Sommaruga

### Architetture militari
- Torre della Ghita, in frazione Galliano, di origine medievale[18]

## Società

### Evoluzione demografica
Comune di Penzano
- 149 nel 1751
- 208 nel 1805
- 2215 nel 1809 dopo annessione di Carella, Longone, Mariaga e Cassina Mariaga
- 782 nel 1853
- 818 nel 1871
- 836 nel 1901
- 783 nel 1921

Abitanti censiti

## Geografia antropica
Comprende le frazioni di Carella, Corneno, Galliano, Mariaga e Penzano.

## Infrastrutture e trasporti
Fra il 1928 e il 1955 la località era servita da una fermata posta lungo la Tranvia Como-Erba-Lecco.